# فرانک جیفورد
فرانسیس نیوتن جیفورد (۱۶ اوت ۱۹۳۰ - ۹ اوت ۲۰۱۵) بازیکن حرفه‌ای فوتبال آمریکایی، بازیگر و مفسر ورزشی تلویزیونی بود. او پس از ۱۲ سال بازی به عنوان هافبک، مهاجم کناری و مدافع برای تیم نیویورک جاینتز در لیگ ملی فوتبال (NFL)، به مدت ۲۷ سال گوینده و مفسر در برنامه فوتبال دوشنبه شب شبکه ABC بود.

## زندگی شخصی
گیفورد در ۱۳ ژانویه ۱۹۵۲ با معشوقه دانشگاهی‌اش مکسین آویس اوارت ازدواج کرد. او در دوران دانشجویی‌شان در USC باردار شده بود. آنها صاحب سه فرزند به نام‌های جف (متولد ۱۹۵۲)، کایل و ویکتوریا و پنج نوه شدند. ویکتوریا گیفورد با مایکل لموین کندی، پسر رابرت اف. کندی، ازدواج کرد. 
فرانک گیفورد در مرحله بعدی از سال ۱۹۷۸ تا ۱۹۸۶ با مربی تناسب اندام، آسترید لیندلی، ازدواج کرد. دو ازدواج اول او به طلاق انجامید.
گیفورد در ۱۸ اکتبر ۱۹۸۶ با کتی لی جیفورد، مجری تلویزیون و خواننده، که ۲۳ سال از او کوچکتر بود، ازدواج کرد. این زوج به همراه پسرشان، کدی نیوتن گیفورد و دخترشان، کسیدی ارین گیفورد، در گرینویچ، کنتیکت، ساکن شدند. این زوج به طور مشترک میزبان پوشش تلویزیونی ABC از المپیک زمستانی 1988 در کلگری بودند.